# بیرکنهوگل
بیرکنهوگل (به آلمانی: Birkenhügel) یک شهر در آلمان است که در زاله-ارلا واقع شده‌است. بیرکنهوگل ۴۵۰ نفر جمعیت دارد.